# Anna Kotchneva
Anna Kotchneva, em russo:Анна Кочнева, (Moscou, 25 de janeiro de 1970) foi uma ginasta que competiu em provas de ginástica rítmica pela extinta União Soviética.
Ana, apesar de não obter conquistas olímpicas, fora por três vezes medalhista em uma edição de Campeonato Mudnial, aos dezessete anos. Em 1987, na cidade de Varna, na Bulgária, a ginasta foi a três finais individuais, todas por aparelhos: nas maças, Kotchneva conquistou sua primeira medalha mundial, em um campeonato de grande porte, ao subir ao pódio na primeira colocação. No arco, foi a medalhista de bronze, mesma posição atingida na corda, ao empatar com a compatriota nascida na bielorrussa, Marina Lobatch.
Aposentada da modalidade, Anna casou-se com o medalhista olímpico Valeri Liukin, com quem teve uma filha, Nastia, também campeã olímpica, na modalidade artística, pelos Estados Unidos. Com a família, Kotchneva mudou-se para a América, onde abriu, junto ao marido e ao amigo, um centro de treinamento - chamado WOGA, no estado do Texas. Ao lado de Valeri, Anna passou a treinar sua filha, Nastia, na modalidade artística, coreagrafando suas rotinas, que apresentam linhas semelhantes as contidas na modalidade rítmica.